# ایوان ۱۳۰۱
سیارک ۱۳۰۱ (به انگلیسی: 1301 Yvonne، نامگذاری:1934EA) هزار و سیصد و یکمین سیارک کشف شده‌است که در ۷ مارس ۱۹۳۴ و در الجزیره کشف شد.
قدر مطلق سیارک برابر ۱۰٫۸۰ است.